# Christophorus 18
Christophorus 18 ist die Bezeichnung für den Standort eines Notarzthubschraubers des Christophorus Flugrettungsvereins unter dem Dach des Österreichischen Automobil-, Motorrad- und Touring Clubs. Der Notarzthubschrauber ist neben Christophorus 16 der zweite direkt im Burgenland stationierte Notarzthubschrauber.
Der Interimsbetrieb begann im April 2024 vom Flugplatz Wiener Neustadt aus, bevor der neue Stützpunkt am 9. Januar 2025 feierlich eröffnet wurde. Seitdem ist der Hubschrauber am neu errichteten Flugrettungsstützpunkt in Frauenkirchen stationiert und ergänzt das bestehende Netzwerk der ÖAMTC-Flugrettung in Österreich.
Die Entscheidung zur Errichtung eines neuen Stützpunkts im Nordburgenland wurde bereits 2019 von Landeshauptmann Hans Peter Doskozil angekündigt. Nach einer Ausschreibung im Jahr 2022 erhielt die ÖAMTC-Flugrettung 2023 den Zuschlag für den Betrieb des bestehenden Stützpunkts in Oberwart sowie für den neuen Standort im Nordburgenland. Ursprünglich war Zurndorf als Standort vorgesehen, jedoch fiel die Wahl schließlich auf Frauenkirchen.
Die eingesetzte Maschine des Typs Airbus Helicopters H135 wird aus dem Flottenpool des Christophorus Flugrettungsvereins gestellt und wird je nach Wartungsbedarf regelmäßig durch eine andere baugleiche Maschine ersetzt.

## Infrastruktur und Ausstattung
Der Stützpunkt in Frauenkirchen wurde unter besonderer Berücksichtigung moderner Anforderungen und nachhaltiger Bauweise errichtet. Erstmals kam dabei eine speziell konzipierte Desinfektionsschleuse zur effizienten Reinigung der Ausrüstung zum Einsatz. Zudem sorgt eine Photovoltaikanlage gemeinsam mit Wallboxen für Elektrofahrzeuge für eine umweltfreundliche Energieversorgung. Diese Ausstattung soll sowohl den operativen Anforderungen als auch ökologischen Standards gerecht werden.